# 3632 Grachevka
3632 Grachevka је астероид главног астероидног појаса са средњом удаљеношћу од Сунца која износи 2,764 астрономских јединица (АЈ).
Апсолутна магнитуда астероида је 12,6.